# Daniel Pérez Prada
Daniel Pérez Prada (Madrid, 30 de enero de 1981) es un actor  español conocido por sus trabajos en televisión, cine y teatro.

## Trayectoria
Natural de Getafe, su primer trabajo en cine fue con 15 años y está licenciado en Comunicación Audiovisual por la Universidad Complutense de Madrid.
Su carrera como actor comenzó en 1996, cuando Joaquín Oristrell lo selecciona para protagonizar su primera película “¿De qué se ríen las mujeres?”.
Ha participado también como protagonista junto con un reparto coral en la última película de José Luis Cuerda, Tiempo después.Reconocido sobre todo por sus papeles secundarios o de reparto en cine o TV, ha trabajado también con destacados papeles en montajes teatrales. Otros directores con los que  ha trabajado son Koldo Serra, Emilio Martínez Lázaro, Elena Trapé o Nacho Vigalondo. En 2013 recibe la Biznaga de Plata  al Mejor Actor de Reparto en el Festival de Málaga junto al resto de sus compañeros por la película "Casting".
En el año 2018 empieza a rodar en Valdelavilla, en Las Tierras Altas de Soria la exitosa serie dirigida por  Laura Caballero y Alberto Caballero El pueblo de Telecinco y Amazon Prime Video, donde hace uno de los papeles protagonistas, Nacho, uno de los personajes urbanitas que empiezan a vivir en el pueblo ficticio de Peñafría.

En teatro ha trabajado en dos montajes de la compañía Kamikaze y a las órdenes de directores como Miguel del Arco, Andrés Lima (ambos premios Nacional de Teatro) o Daniel Veronese, entre otros. En 2014 es nominado al mejor actor Secundario en los XXIII premios de la Unión de Actores por su papel de Banquo en MBIG, la adaptación de Macbeth de José Martret.

## Filmografía

### Largometrajes
| Año  | Título                          | Personaje        | Director                    | Género            | Duración |
| ---- | ------------------------------- | ---------------- | --------------------------- | ----------------- | -------- |
| 2023 | Els Encantats                   | Erik             | Elena Trapé                 | Drama             | 1h 48m   |
| 2023 | Como Dios manda                 |                  | Paz Jiménez                 | Comedia           |          |
| 2021 | Viaje a alguna parte            | Van Gogh         | Helena de Llanos            | Documental        | 1h 47m   |
| 2018 | Tiempo después                  | Morris           | José Luis Cuerda            | Comedia           | 1h 35m   |
| 2018 | 70 Binladens                    | Carlos           | Koldo Serra                 | Thriller          | 1h 40m   |
| 2018 | Miamor perdido                  | Augusto          | Emilio Martínez Lázaro      | Comedia romántica | 1h 43    |
| 2018 | ¿Qué te juegas?                 | Fernando         | Inés de León                | Comedia           | 1h 42m   |
| 2016 | La mano invisible               | Informático      | David Macián                | Drama             | 1h 20m   |
| 2015 | Cómo sobrevivir a una despedida | Lucas            | Manuela Moreno              | Comedia           | 1h 37m   |
| 2014 | Todos tus secretos              | Sergio           | Manuel Bartual              | Drama             | 1h 22m   |
| 2013 | Pixel Theory                    | Francisco Romita | Esaú Dharma                 | Ciencia Ficción   | 1h 30m   |
| 2013 | Open Windows                    | Triop            | Nacho Vigalondo             | Thriller          | 1h 37m   |
| 2013 | Viral                           | Reponedor        | Lucas Figueroa              | Thriller          | 1h 35m   |
| 2013 | Al final todos mueren           | Dani             | Javier Fesser, Javier Botet | Comedia           | 1h 50m   |
| 2012 | Casting                         | Dani             | Jorge Naranjo               | Comedia           | 1h 30m   |
| 1999 | Novios                          | Encargado noria  | Joaquín Oristrell           | Comedia romántica | 1h 52m   |
| 1997 | ¿De qué se ríen las mujeres?    | Domingo          | Joaquín Oristrell           | Comedia           | 1h 54m   |

### Cortometrajes
| Año  | Título                                       | Personaje             | Director                                       | Género            | Duración |
| ---- | -------------------------------------------- | --------------------- | ---------------------------------------------- | ----------------- | -------- |
| 2017 | Ella, mi perro, Paulo Coelho y yo            | Hombre abandonado     | Daniel Pérez Prada                             | Comedia           | 3m       |
| 2017 | Adagio                                       | Novio                 | Adrián Ramos, Oriol Segarra                    | Romance musical   | 4m       |
| 2017 | ¡Laura, Laura!                               | Dani                  | Nacho López Murria                             | Comedia/Drama     | 4m       |
| 2017 | Zanahorio                                    | Sergio Gil            | Borja Cobeaga                                  | Comedia           | 9m       |
| 2016 | Le Chat Doré                                 | Clarinetista          | Nata Moreno                                    | Cine mudo         | 7m       |
| 2015 | Loser                                        | Dani                  | Dani Rodríguez                                 | Falso documental  | 4m       |
| 2015 | Cuenta con nosotros                          | Dani                  | Pablo Vara                                     | Comedia           | 17m      |
| 2015 | Sin problemas                                | Carlos                | Borja Álvarez Ramírez                          | Comedia/Drama     | 4m       |
| 2015 | ¿Cuánto pesa un oso polar?                   | Arturo                | Amaia Yoldi, Miguel Catalá                     | Comedia           | 11m      |
| 2014 | Paraíso                                      | Él                    | Diego Puertas                                  | Drama romántico   | 12m      |
| 2014 | Plumbing, sex & the rise of the risk premium | Camarógrafo           | Dani Rodríguez, Daniel Pérez Prada, SirenaPunk | Falso documental  | 4m       |
| 2014 | S.O.P.A. 1×2 Odioterapia                     | Pelayo                | Natalia Mateo                                  | Comedia           | 6m       |
| 2014 | Otra cosa                                    | Jon                   | Laura Molpeceres                               | Drama             | 10m      |
| 2014 | Un futuro brillante                          | Dani                  | Mar Delgado, Esaú Dharma                       | Falso documental  | 4m       |
| 2013 | Material humano                              | Reflejo               | Daniel Pérez Prada                             | Comedia           | 2m       |
| 2013 | Disculpa                                     | Acosador              | Bel Armenteros                                 | Suspense          | 8m       |
| 2013 | Push up                                      | Floro                 | David Galán Galindo                            | Comedia           | 4m       |
| 2012 | 2ºB                                          | Él                    | J. Prada, K. Prada                             | Drama romántico   | 4m       |
| 2012 | Prólogo                                      | Sullivan              | Lucas Figueroa                                 | Drama             | 10m      |
| 2012 | En plan romántico                            | Pablo                 | Peris Romano                                   | Comedia           | 10m      |
| 2012 | Segunda clase                                | Carlos                | Alejandro Torres, Pablo Vara                   | Comedia           | 4m       |
| 2010 | Vinagre & bombones                           | Chico en supermercado | Jesús Plaza                                    | Comedia romántica | 3m       |
| 2010 | Ritmosis                                     | Ritmótico             | Adrián Ramos, Oriol Segarra                    | Comedia           | 4m       |
| 2012 | Dementes                                     | Criminal              | Guillermo Jiménez                              | Thriller          | 10m      |
| 2012 | Carroña                                      | Reanimador            | Alberto Carpintero, Javier Botet               | Comedia negra     | 4m       |
| 2012 | Fritanga                                     | Novio                 | Adrián Ramos, Oriol Segarra                    | Comedia           | 4m       |
| 2011 | Pelirrojo/Negro                              | Francisco José        | Alfonso Díaz, Luis Ángel Pérez                 | Comedia           | 4m       |
| 2009 | Mañana                                       | Juan                  | Alegría Collantes, Estíbaliz Burgaleta         | Comedia           | 10m      |
| 2008 | Si no os gusta… (lo podemos mejorar)         | Payaso triste         | Jesús Plaza                                    | Comedia           | 6m       |
| 2005 | Bujías y manías                              | Cojo                  | Paco Caballero, J.J. Hernan                    | Comedia           | 27m      |
| 2002 | Sesión de noche                              |                       | Javier Hernán Cabo                             |                   |          |

### Videoclips
| Año  | Intérprete                   | Título              | Álbum                   | Director           | Duración |
| ---- | ---------------------------- | ------------------- | ----------------------- | ------------------ | -------- |
| 2014 | Alberto Morago, Javier Botet | Lo mejor de mi vida | B.S.O. El día del padre | Alberto Carpintero | 6m       |
| 2012 | Rebeca Jiménez               | De qué lado estás   | Valiente                | Jesús Plaza        | 4m       |

## Series
•Operación Marea Negra - Amazon Prime  
- Reyes de la noche – Movistar.
- El Ministerio del Tiempo – TVE1.
- Por H o por B – HBO.
- El Pueblo – Amazon Prime y Tele5.
- La Zona – Movistar.
- Capítulo 0 – Movistar.
- El Caso: Crónica de sucesos – TVE1.
- Sabuesos – TVE1.
- Olmos y Robles – TVE1.
- Carlos, rey emperador  – TVE1.
- Víctor Ros  – TVE1.
- El Príncipe  – Tele5.
- El fin de la comedia  – Paramount
- Ciega a citas (serie de televisión)  –  Cuatro Televisión
- Gran Hotel - Antena3.
- Con el culo al aire  – Antena3.
- La que se avecina  – Tele5.
- Cuéntame  –  TVE1.
- Museo coconut  – TVE2.
- Hospital Central  – Tele5.
- Los hombres de Paco  – Antena3.
- El comisario  – Tele5.
- Al filo de la ley  –  TVE1.
- Ana y los 7  – TVE1.[3]

## Premios
Ganador Biznaga de Plata Mejor Actor Secundario del Festival de Málaga por "Casting"
Mejor interpretación en  Notodofilmfest
Mejor actor en  Festival de Tarazona
NOMINADO a Mejor actor secundario en los Premios de la Unión de Actores 2014